# William H. Clifford
William H. Clifford, nato Clifford Williams (San Francisco, 1874 – Los Angeles, 9 ottobre 1938), è stato uno sceneggiatore e regista statunitense occasionalmente anche produttore cinematografico. Era conosciuto anche con i nomi W.H. Clifford o William Clifford.
Presidente della W.H. Clifford Photoplay Company of California, non va confuso con l'attore William Clifford (1877-1941).

## Filmografia

### Sceneggiatore
- The Little Turncoat, regia di Francis Ford - cortometraggio (1913)
- When Lincoln Paid, regia di Francis Ford - cortometraggio (1913)
- Past Redemption, regia di Burton L. King - cortometraggio (1913)
- Granddad, regia di Thomas H. Ince - cortometraggio (1913)
- Banzai, regia di Charles Giblyn - cortometraggio (1913)
- The Struggle, regia di Jack Conway, Frank Montgomery - cortometraggio (1913)
- God of Chance, regia di Charles Giblyn - cortometraggio (1913)
- Romance of Erin, regia di Reginald Barker - cortometraggio (1913)
- Widow Maloney's Faith, regia di Raymond B. West - cortometraggio (1913
- An Indian's Honor, regia di Jack Conway e Frank E. Montgomery (1918)
- The Impostor, regia di Burton L. King (1913)
- The War Correspondent, regia di Jay Hunt (1913)
- The Filly, regia di Raymond B. West - cortometraggio (1913)
- Threads of Destiny , regia di Joseph W. Smiley (1914)
- The Bargain, regia di Reginald Barker (1914)
- The Fortunes of War, regia di Jay Hunt (1914)
- A Confidence Game, regia di William H. Clifford, Thomas H. Ince - cortometraggio (1915)
- Mother Hulda, regia di Raymond B. West - cortometraggio (1915)
- A Modern Noble, regia di Jay Hunt - cortometraggio (1915)
- The Cup of Life, regia di Thomas H. Ince e Raymond B. West (1915)
- The Confession, regia di Bertram Bracken (1920)
- Man of the Forest, regia di Howard Hickman (1921)
- Souls in Bondage, regia di William H. Clifford (1923)
- Missing Daughters, regia di William H. Clifford (1924)
- See You in Jail, regia di Joseph Henabery (1927)

### Regista
- In the Sultan's Garden - cortometraggio (1911)
- A Timely Repentance - cortometraggio (1912)
- The Power of the Angelus - cortometraggio 1914
- A Confidence Game, co-regia di Thomas H. Ince - cortometraggio (1915)
- The Ruse, co-regia di William S. Hart (1915)
- Love's Sacrifice (1916)
- Denny from Ireland (1918)
- The Pen Vulture (1918)
- Man Alone (1923)
- Souls in Bondage (1923)
- Missing Daughters (1924)